# 劉國鈞 (圖書館學家)
劉國鈞（1899年11月15日—1980年6月27日），字衡如，江苏南京人，中國圖書館學家、教育家。1920年，畢業於南京金陵大學哲學系，隨後赴美就讀威斯康辛大學攻讀哲學及圖書館學，並獲哲學博士學位。回國後先後擔任金陵大學圖書館主任、北平圖書館編纂部主任（主編《圖書館學季刊》）、金陵大學圖書館館長、國立西北圖書館籌備主任、館長。1951年，擔任北京大學圖書館學系教授。1958年，擔任系主任。1929年，他編訂《中國圖書分類法》，經過了數次的修改、增訂後，至今仍被台灣、香港、澳門，以及中國部分的圖書館所採用，影響深遠。

## 著作
- 《中國圖書分類法》
- 《中文圖書編目條例草案》
- 《圖書館學要旨》
- 《劉國鈞圖書館學論文選集》
- 《中國古代書籍史話》
- 《中國書史簡編》
- 《中國書的故事》
- 《中國的印刷》